# Clotocici
Clotocici (chorw. Klokotič) – wieś w Rumunii, w okręgu Caraș-Severin, w gminie Lupac. W 2011 roku liczyła 873 mieszkańców. 